# Yaypan
Yaypan ist eine Stadt (shahar) in der usbekischen Viloyat Fargʻona im Ferghanatal und Hauptort des Bezirks Oʻzbekiston.
Die Stadt liegt etwa 80 km westlich der Viloyathauptstadt Fargʻona und etwa 20 km südwestlich der bezirksfreien Stadt Qoʻqon. Der Bahnhof Yaypan der Bahnstrecke Qoʻqon-Konibodom der Usbekischen Eisenbahnen (Oʻzbekiston Temir Yoʻllari) liegt etwa 12 km nördlich der Stadt. Durch den Nordteil von Yaypan verläuft der Große Ferghanakanal.
Im Jahr 1975 erhielt Yaypan Status einer Stadt. Gemäß der Bevölkerungszählung 1989 hatte die Stadt 15.984 Einwohner, einer Berechnung für 2010 zufolge betrug die Einwohnerzahl 22.115.

## Sport
Der Fußballverein FK Turon Yaypan spielt in der Uzbekistan Super League. Das Heimstadion ist das Usbekistan-Stadion mit 4.500 Plätzen.